# Apple contro Samsung Electronics
Apple Inc. contro Samsung Electronics Co., Ltd. è stato il primo di una serie di controversie tra Apple e Samsung Electronics; entrambe le aziende rappresentavano oltre la metà degli smartphone venduti in tutto il mondo a luglio 2012.

## Storia
Nella primavera del 2011, mentre Apple e Motorola Mobility si trovavano nel bel mezzo di una guerra sui brevetti su diversi fronti, Apple iniziò a discutere contemporaneamente contro un'altra importante società tecnologica, la sudcoreana Samsung, per violazioni di brevetti. Il contenzioso multinazionale di Apple sui brevetti tecnologici è diventato noto come parte delle guerre di brevetti dei dispositivi mobili all'interno della concorrenza nel mercato globale.
Nell'agosto 2011, Apple e Samsung stavano proseguendo la loro battaglia legale in 19 processi in 12 tribunali di nove paesi, in quattro continenti. A ottobre si arrivò a interessare dieci Paesi. Ad aprile 2012, un tribunale statunitense ordinò ai direttori esecutivi di Apple e Samsung di tenere udienze di conciliazione per sigillare le loro controversie legali o almeno ridurre il numero di controversie. Tuttavia, a luglio 2012, entrambe le società vennero coinvolte in oltre 50 cause legali in tutto il mondo in cui vennero rivendicati danni per migliaia di milioni di dollari. Nella precedente controversia legale, la giuria si pronunciò a favore di Apple che riuscì a convincere i membri della giuria che Samsung non solo avesse copiato la propria tecnologia, ma avesse anche guadagnato miliardi di dollari grazie a essa. A quel tempo Apple riuscì a ottenere un risarcimento di un miliardo di dollari, cifra che venne successivamente ridotta a 939,8 milioni dopo che il giudice rivelò errori nel modo in cui la giuria aveva fatto la somma delle perdite. Fino ad allora Samsung non aveva ancora pagato perché cercava di posticipare il pagamento fino a quando tutte le azioni legali fossero finite. Mentre Apple aveva vinto negli Stati Uniti, Samsung aveva ottenuto sentenze a suo favore in Corea del Sud, Giappone e Regno Unito.
Nel 2014, Apple e Samsung iniziarono una nuova battaglia legale, sulla violazione di 5 brevetti di base dei dispositivi di maggior successo di entrambe le società: far scorrere il dito per sbloccare, sincronizzazione dei dati, unificazione delle ricerche, la funzione delle parole di completamento automatico e le caratteristiche di composizione dall'agenda. Nella domanda Apple cercava di essere riconosciuta come proprietaria di questi brevetti che coprono funzioni di base del software dei dispositivi mobili che sono diventati caratteristici delle due società.
Apple iniziò la sua difesa, quando iniziò ad avere una presenza nei media riferendo sul modo in cui il progetto è stato sviluppato che nel tempo sarebbe diventato l'iPhone originale. Da parte sua Samsung fece appello al concetto di evoluzione comparativa, secondo cui la tecnologia cresce grazie alla concorrenza e all'uso di tecnologie simili. Il punto di forza della difesa dell'azienda coreana era la presenza confermata dei dipendenti di Google che, apparentemente, svilupparono in modo indipendente molte delle funzioni software che Apple afferma di aver creato prima. Alcuni specialisti ritengono che questo "aiuto" di Google sia derivato dall'accordo firmato da entrambe le società per condividere i brevetti. Samsung supporta anche l'idea che i brevetti di Apple non siano caratteristiche essenziali dei propri dispositivi.

## Origini
Il 5 gennaio 2007, quattro giorni prima che l'iPhone venisse presentato ufficialmente, Apple presentò un set di 4 brevetti di design che coprivano la forma base dell'iPhone. Questi vennero seguiti a giugno dello stesso anno con una massiccia presentazione di un brevetto per il design del colore che copriva 193 schermate di varie interfacce grafiche utente iPhone. È da questi documenti presentati insieme ai brevetti Apple, ai marchi e ai diritti di immagine del marchio, che Apple selezionò una particolare proprietà intellettuale da far valere contro Samsung. Apple citò in giudizio il suo fornitore di componenti Samsung sulla base di una causa federale di 38 pagine il 15 aprile, nel 2011, alla Corte distrettuale degli Stati Uniti per il distretto settentrionale della California, che diversi telefoni e tablet Android di Samsung, tra cui il Nexus S, Epic 4G, Galaxy S 4G e Samsung Galaxy Tab, avessero violato la proprietà intellettuale di Apple: i suoi brevetti, i marchi, l'interfaccia utente e lo stile. Apple dichiarò che oltre le violazioni di brevetti, ci fosse una concorrenza sleale, una violazione di marchio, violazione del marchio di diritto comune e arricchimento senza causa. Le prove presentate da Apple alla corte comprendevano il confronto tra le immagini lato a lato dell'iPhone 3GS e del Galaxy S i9000 per illustrare le presunte somiglianze nelle icone di pacchetto e delle applicazioni. Tuttavia, le immagini furono manomesse per rendere più simili le dimensioni e le caratteristiche dei due diversi prodotti, e l'avvocato di Samsung accusò Apple di prove fuorvianti in tribunale. Samsung, citò in giudizio Apple il 22 aprile 2011, presentando denunce federali in tribunale a Seul, Tokyo e Mannheim, in Germania, sostenendo che Apple avesse violato i brevetti di Samsung per le tecnologie di comunicazione mobile. In estate, Samsung intentò cause contro Apple presso la Corte Suprema britannica presso la Corte degli Stati Uniti Distretto per il Distretto del Delaware, e della Commissione degli Stati Uniti International Trade Centre (ITC) di Washington D.C., il tutto nel giugno 2011. Samsung ha accettato, il 4 dicembre 2015, di pagare al suo concorrente statunitense la somma di 548 milioni di dollari stabilita dai tribunali, ma si riservava il diritto di recuperarla se la sanzione fosse successivamente modificata o cancellata in appello, o se la propria paternità dei brevetti fosse stata riconosciuta. Tuttavia, 548 milioni di dollari statunitensi rappresentano solo la metà di quanto inizialmente richiesto da Apple, nel 2012, e non risolvono la questione di chi pagherà le spese processuali, che secondo alcune fonti potrebbero raggiungere 1,8 milioni di dollari. Samsung ha detto che non avrebbe dovuto pagare circa 399 milioni di dollari per ogni brevetto Samsung copiato dall'iPhone, come gli angoli curvi, lunetta e le icone a griglia. L'azienda coreana disse di aver assegnato tutti i profitti dalle vendite dei dispositivi con questi brevetti, anche se si riferiscono solo a una piccola parte del telefono, consente guadagni ingiustificati che vanno oltre il valore per l'invenzione di un brevetto.